# El Bosque
För andra betydelser, se El Bosque (olika betydelser).
El Bosque (spanska:Skogen) är en kommun i provinsen Santiagos södra del. Kommunen ingår i staden Santiagos storstadsområde. Kommunen har en befolkning på drygt knappt 180 000 invånare. Human Development Index för kommunen är 0.711, vilket placerar kommunen på plats nummer 104 i Chile.